# 太田資次
太田 資次（おおた すけつぐ）は、遠江浜松藩の第2代藩主。大坂城代などの要職を務めた。掛川藩太田家2代。

## 生涯
寛永6年（1629年）12月1日、浜松藩の初代藩主・太田資宗の次男として生まれた。早くから第3代将軍の徳川家光に近侍した。兄の資政の廃嫡によって嫡子となり、慶安4年（1651年）12月28日に従五位下に叙位された。寛文11年（1671年）12月19日、父の隠居により家督を継いだ。この時、弟の資良に俵米3,000石並びに新田2,000石の合計5千石を分知したため、所領は3万5,000石から3万2,000石となった。
延宝元年（1673年）に奏者番に任じられた。延宝4年（1676年）7月26日に寺社奉行を拝命し、兼任した。延宝6年（1678年）6月19日、大坂城代に任じられ、2万石を加増された上で所領を摂津・河内・下総などに移されたため、浜松藩から去って畿内周辺に移封となった。
貞享元年（1684年）4月6日に死去。享年56。跡を次男の資直が継いだ。

## 系譜
父母
- 太田資宗（父）

正室、継室
- 本多忠利の娘（正室）
- 長 ー 宗義成の娘（継室）
- 能勢頼次の養女、松平昌重の娘（継々室）

子女
- 太田資直（次男）生母は継々室
- 太田晴明
- 太田資方（四男）
- 内藤弌信正室